# كادزونا كوبوتا
كادزونا كوبوتا (باليابانية: 久保田 和音) (1997 في آيتشي في اليابان – )؛ هو لاعب كرة قدم كان يلعب كلاعب وسط.

## وصلات خارجية
- كادزونا كوبوتا على موقع رابطة كرة القدم اليابانية للمحترفين (اليابانية)
- كادزونا كوبوتا على موقع قاعدة بيانات كرة القدم.إي يو (الإنجليزية)
- كادزونا كوبوتا على موقع Soccerway.com (الإنجليزية)
- كادزونا كوبوتا على موقع عالم كرة القدم.نت (الإنجليزية)